# Andra sidan
Andra sidan är en svensk skräckfilm från 2020, skriven och regisserad av Oskar Mellander och Tord Danielsson. Filmen hade biopremiär i Sverige den 23 oktober 2020, utgiven av NonStop Entertainment.

## Handling
Efter att hans fru gått bort i cancer bestämmer sig Fredrik för att börja ett nytt liv och köper ett hus, där han flyttar in med sonen Lukas och sin nya flickvän Shirin. Snart börjar mystiska och oförklarliga saker att hända i huset och det verkar som att någon eller något är ute efter Lukas.

## Rollista (i urval)
- Linus Wahlgren – Fredrik
- Dilan Gwyn – Shirin
- Henrik Norlén – Peter Lindvall
- Eddie Eriksson Dominguez – Lukas
- Niklas Jarneheim – mäklare
- Karin Holmberg – Katja
- Janna Granström – Julia
- Jakob Fahlstedt – polis
- Troy James – monster
- Sander Falk – spökpojken